# تدمي البوق
تَدَمِّي البوق (بالإنجليزية: Hematosalpinx)‏ هي حالة طبية تشمل نزيفاً في قناتي فالوب.

## الأسباب
هنالك عدة أسباب تؤدي إلى تدمي قناة فالوب، وأكثرها شيوعا هو الحمل الهاجر.
قد يتسرب الدم إلى جوف الصفاق مُسبباً تدمي الصفاق. وقد يرتبط أيضاً ببطانة الرحم المهاجرة أو سرطانات القنوات. بالإضافة إلى ذلك، إذا تم إعاقة تدفق دم الحيض (حيض خفي) بسبب على سبيل المثال حاجز مهبلي عرضي، ويتجمع دم الحيض داخل الرحم وقنوات فالوب مؤدياً إلى تدمي البوق. 

## الأعراض
الأعراض التي تُصاحب تدمي البوق بسبب الحمل الهاجر هي آلالام في منطقة الحوض ونزيف الرحم. ويُظِهر تخطيط الصدى النسائي تدمي البوق. بقية الحالات التي قد تسبب تدمي البوق غالباً ما تكون بدون ألم مع نزيف رحمي.

## العلاج
يعتمد العلاج على الحالة المُسببة لتدمي البوق وغالباً ما يكون العلاج جراحياً.